# Caloveto

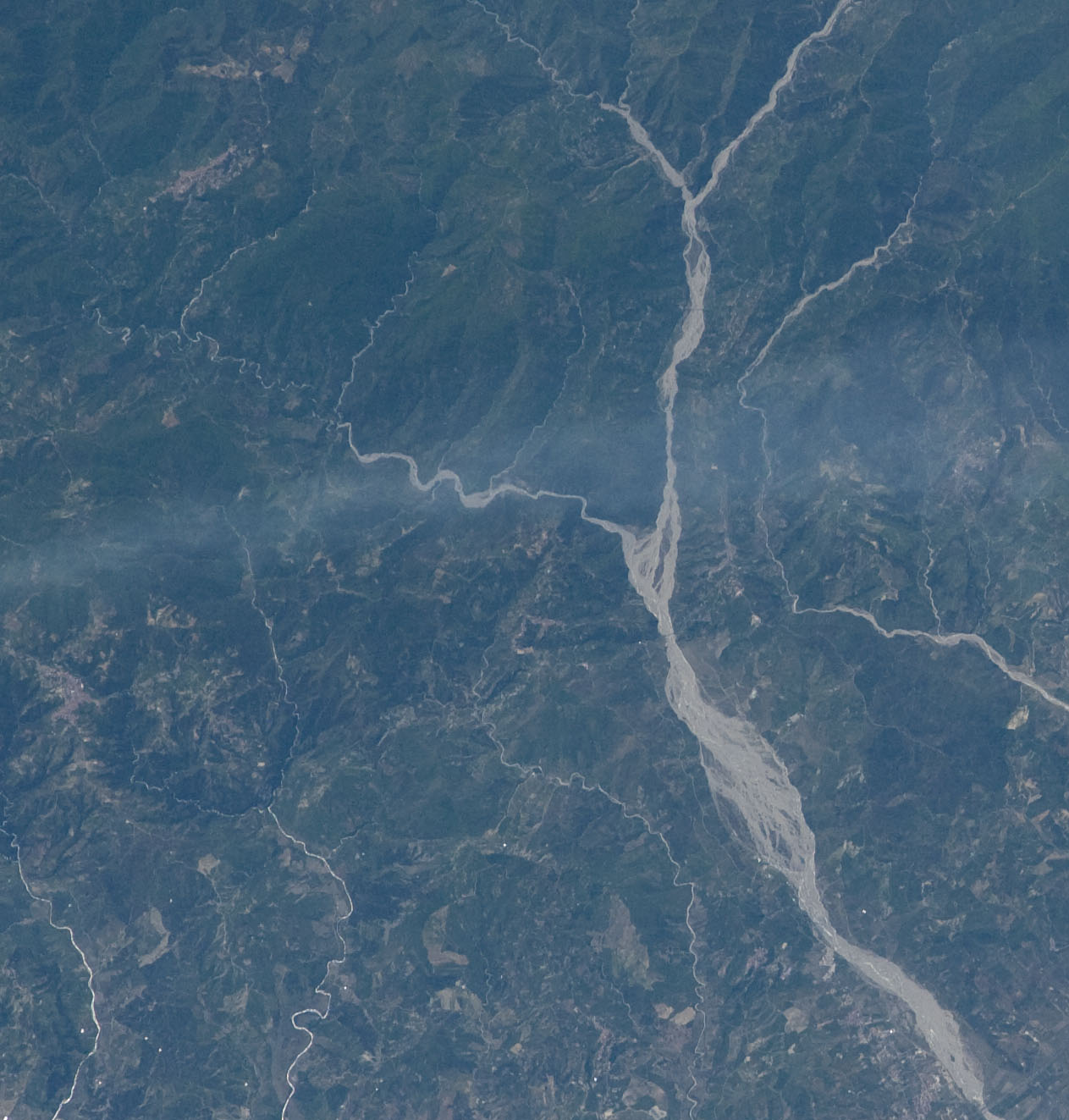
Fiume Trionto

Caloveto (Calëvìtë in calabrese) è un comune italiano di 1 073 abitanti della provincia di Cosenza, dove l'agricoltura costituisce l'attività prevalente. È situato sulla riva destra del fiume Trionto a 385 m sul livello del mare. Conserva una strada di origine visigotica di cui si trovano i resti in un tratto nei pressi del camposanto.

## Origini del nome
Il nome del paese deriva dal greco kalyvites che significa "abitanti di capanna"

## Storia
Caloveto nacque nel IX secolo allorquando un gruppo di monaci acemeti vi si stabilì, scavando nella roccia una serie di grotte, che funsero da monastero (in cui venerare il loro santo, Giovanni Calibita), nonché da chiesa e da approvvigionamento idrico degli abitanti che da lì a poco popolarono il borgo. Col tempo, quindi, attorno al monastero di S. Giovanni Calabita, si addensò una piccola comunità agricola che diede origine a Caloveto. Il suddetto monastero, originariamente di rito greco e poi (1237) latinizzato dai Benedettini, ospitò nell'anno 1003 san Bartolomeo da Rossano, allora ancora dodicenne, che vi restò per tutto il tempo in cui non si perfezionò nello studio dei sacri testi e nella disciplina della vita monastica. Il cenobio medievale prosperò sotto i Normanni ed il paese si estese passando da una dominazione all'altra. Infeudato inizialmente ai Sangineto, Caloveto passò successivamente ai Sant'Angelo, ai Ruffo di Montalto, ai Guindazzo (1471), ai Cavaniglia (1480), ai d'Aragona duchi di Montalto (1507-1593), ai Mandatoriccio (1593-1696) ed infine ai Sambiase, Principi di Campana (1696-1806).
In base all'ordinamento amministrativo disposto dal Generale Championnet (1799) fu compreso nel Cantone di Cirò. Nel 1807 fu classificato come "luogo" e inserito nel "Governo" di Cariati. Con la legge 4/5/1811 fu dichiarato Comune e incluso nel Circondario di Cropalati. Retrocesso a frazione di Cropalati nel 1928, fu ricostituito come Comune autonomo nel 1934.

### Simboli
Lo stemma del comune di Caloveto è stato concesso con decreto del presidente della Repubblica dell'11 settembre 1996.
accompagnato da tre colli all'italiana, uniti, fondati in punta, il colle centrale più alto e più largo, di verde. Ornamenti esteriori da Comune.»

## Società

### Evoluzione demografica
Abitanti censiti

## Geografia antropica

### Frazioni
Del comune di Caloveto fanno parte anche le frazioni di Dema (1,04 km), Liboia (3,65 km), Sferracavallo (3,59 km), Trionto (2,22 km): il numero in parentesi indicato dopo ciascuna frazione indica la distanza in chilometri tra la stessa frazione e il comune di Caloveto.

## Economia e tradizioni
Caloveto è un paese che mantiene vive le proprie tradizioni locali: il patrono è San Giovanni Calybita per il quale ogni anno viene organizzata una processione per le vie del paese e nel centro storico. Il centro storico è formato dalla Piazza dei Caduti e dall'antica Chiesa; procedendo poi verso la zona del "Pedale" si può ammirare la grotta di San Giovanni. Fino a pochi anni fa il 15 maggio si teneva la fiera "del ponte", anticamente una fiera di bestiame, in onore al patrono San Giovanni Kalybita.
A Caloveto si possono gustare i tipici piatti locali come la "Sozizza", i Maccarruni a ferretti" e tante altre prelibatezze che ne fanno un paese dove la gastronomia viene sempre al primo posto; tra le altre specialità gastronomiche ci sono i "casicavalli", tipici formaggi di latte vaccino, prodotti con caglio naturale di origine animale e le "melanzane all'olio di scagliuna", ottimo come antipasto. In aggiunta si annovera la "sciungata" (formaggio di latte caprino).
A 15 minuti di auto dalle splendide acque del Mar Ionio.

## Amministrazione
| Periodo | Periodo   | Primo cittadino   | Partito      | Carica  | Note |
| ------- | --------- | ----------------- | ------------ | ------- | ---- |
| 2009    | 2014      | Francesco Pirillo | lista civica | sindaco |      |
| 2014    | in carica | Umberto Mazza     | PD           | sindaco |      |